# هجوم فيينا
 هجوم فيينا  هو الهجوم الذي شنته الجبهة الأوكرانية الثالثة في الفترة من 2-13 إبريل، للاستيلاء على فيينا.
لم يتوصل جوزيف ستالين مع الحلفاء قبل أبريل 1945، إلى اتفاق حول مصير النمسا، لذا قرر ستالين تأجيل هجومه نحو برلين للاستيلاء على الأراضي النمساوية، لتكون ورقة مساومة قيمة في المفاوضات اللاحقة ما بعد الحرب مع حلفائه. بعد فشل عملية صحوة الربيع تراجع جيش الدبابات السادس الألماني إلى منطقة فيينا، في محاولة للدفاع عن المدينة أمام السوفييت.
في ربيع عام 1945، تقدمت الجبهة الأوكرانية الثالثة السوفييتية بقيادة الجنرال فيودور تولبوخين عبر غرب المجر على ضفتي نهر الدانوب. في 30 مارس 1945، عبر السوفييت الحدود بين المجر والنمسا، قرر تولبوخين الاستيلاء على فيينا.
في 2 أبريل، اقتربت القوات السوفيتية من جنوب فيينا بعد أن اجتاحت وتجاوزت بادن وبراتيسلافا في 4 أبريل. بعد وصوله إلى فيينا، حاصرت الجبهة الأوكرانية الثالثة المدينة. كما حاولت المقاومة النمساوي بقيادة كارل زوكول تجنب تدمير فيينا عن طريق تخريب الدفاعات الألمانية لتسهيل دخول الجيش الأحمر للمدينة. أعلن الألمان المدينة منطقة دفاعية، وتولى الجنرال رودولف فون بونو قيادة الدفاع عن فيينا، مع قوات الأمن الخاصة ووحدات فيلق الدبابات الثاني تحت قيادة الجنرال فيلهلم بيترش. دارت داخل المدينة حرب مدن شرسة وتساقطت ضواحي المدينة الواحدة تلو الأخرى في أيدي السوفييت.
بعد المعركة، اجتاحت القوات السوفييتية باقي الأراضي النمساوية، واستولت عليها لينتهي ارتباط النمسا بالرايخ الثالث.